# Cuspitegula stellifer
Cuspitegula stellifer är en kvalsterart som beskrevs av Hammer 1966. Cuspitegula stellifer ingår i släktet Cuspitegula och familjen Microzetidae. Inga underarter finns listade i Catalogue of Life.